# Drosera linearis
Drosera linearis este o specie de plante carnivore din genul Drosera, familia Droseraceae, ordinul Caryophyllales, descrisă de John Goldie.
Este endemică în:
- Maine.
- Michigan.
- Minnesota.
- Ontario.
- Québec.
- Wisconsin.

Conform Catalogue of Life specia Drosera linearis nu are subspecii cunoscute.

## Galerie

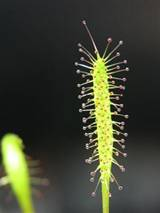